# Blancs-Coteaux
Blancs-Coteaux is een gemeente in het Franse departement Marne in de regio Grand Est. De gemeente maakt deel uit van het arrondissement Épernay en telde op 1 januari 2022 3.120 inwoners.

## Geschiedenis
De commune nouvelle is op 1 januari 2018 ontstaan door de fusie van de gemeenten Gionges, Oger, Vertus en Voipreux.

## Geografie
De oppervlakte van Blancs-Coteaux bedraagt 65,81 vierkante kilometer; Op 1 januari 2022 was de bevolkingsdichtheid 47,4 inwoners per km².
De onderstaande kaart toont de ligging van Blancs-Coteaux met de belangrijkste infrastructuur en aangrenzende gemeenten.